# Marlenis Costa
Marlenis Costa Blanco, född 30 juli 1973 i La Palma, är en kubansk före detta volleybollspelare.
Costa blev olympisk guldmedaljör i volleyboll vid sommarspelen 1992, 1996 och 2000 samt vann VM 1994 och 1998.